# اسپرینگ ماونت (پنسیلوانیا)
اسپرینگ ماونت (به انگلیسی: Spring Mount) یک منطقهٔ مسکونی در ایالات متحده آمریکا است که در پنسیلوانیا واقع شده‌است. اسپرینگ ماونت ۲٬۲۵۹ نفر جمعیت دارد.